# مسجد أحمد قديروف
مسجد أحمد قديروف والمعروف أيضا بمسجد قبة غروزني المركزي هو مسجد بني على اسم الرئيس الشيشاني أحمد قديروف، يقع المسجد في مدينة غروزني عاصمة الشيشان بعد هدم موقع مبنى قصر غروزني الرئاسي إبان حرب الشيشان عام 1994.